# Простые глазки

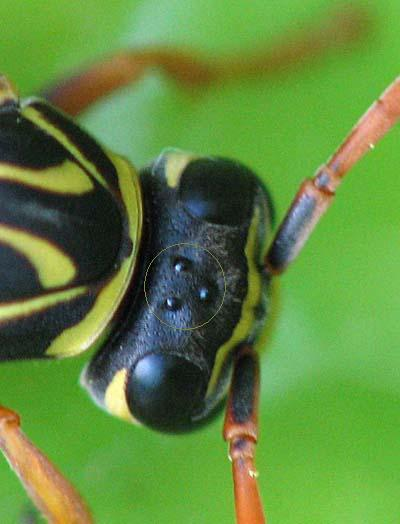
Голова осы Polistes с двумя сложными глазами и тремя простыми глазками

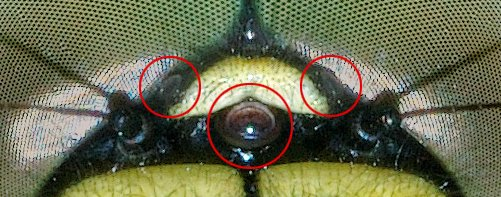
Простые глазки стрекозы-коромысла Aeshna cyanea. Глаз в середине диаметром 430 мкм

Простые глазки́, или оцеллии, или медианные (лат. ocellus, ocelli) — глаза, содержащие одну линзу. Распространены во многих группах многоклеточных животных.
В узком смысле под простыми глазка́ми понимают глаза членистоногого, которые в отличие от фасеточных глаз не разделены на омматидии. У насекомых, как правило, три простых глазка, расположенных на лицевой части, обычно между двумя сложными глазами и состоящих из одной фасетки (омматидия). Пара боковых глазков называются латеральными глазками, а расположенный между ними и посередине называется медиальным глазком.
Простые глазки отсутствуют или внешне не заметны у многих насекомых.

## Простые глазки у беспозвоночных
Некоторые медузы, морские звезды, плоские черви и ленточные черви имеют простейшие «глаза» — пигментные пятна-оцеллии (pigment spot ocelli), в которых пигмент распределен беспорядочно, и которые не имеют других структур (таких как роговица или хрусталик). Видимый «цвет глаз» у этих животных — красный или чёрный. Однако у кубомедуз глаза более сложные, в том числе такие, у которых есть чёткая сетчатка, хрусталик и роговица.
Многие улитки и слизни (брюхоногие моллюски) также имеют оцеллии, расположенные либо на кончиках, либо у основания щупалец. Однако некоторые другие брюхоногие, например, Strombidae, имеют гораздо более сложные глаза. Гигантские моллюски (Tridacna) имеют оцеллии которые позволяют свету проникать сквозь их мантию.

## Простые глазки у членистоногих

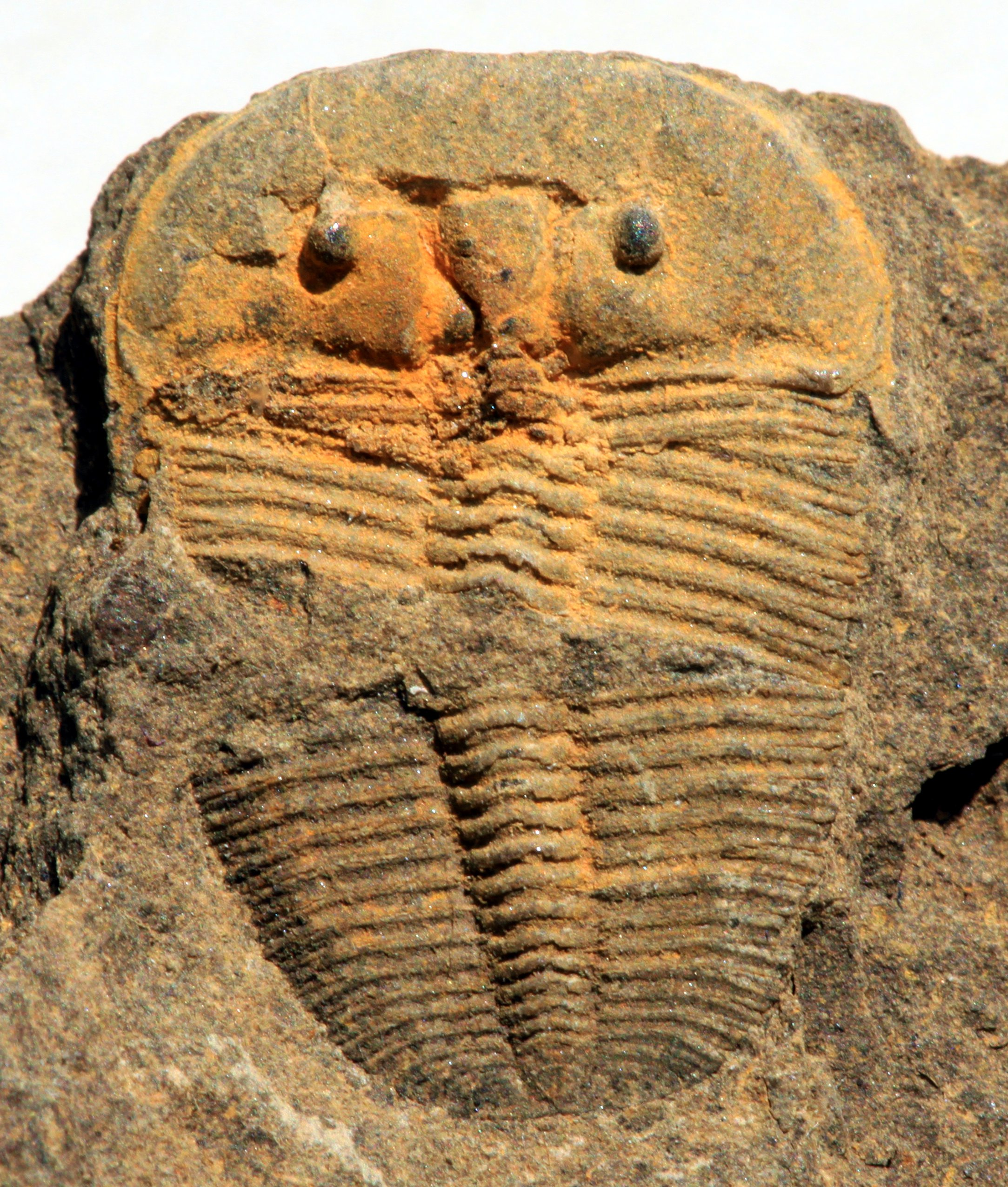
Трилобит Aulacopleura koninckii

Членистоногие обычно имеют два типа глаз — сложные (фасеточные) глаза и простые глазки (оцеллии), так называемые «срединные глаза» (медианные). Простые глаза представлены в ископаемом состоянии, например, у членистоногих кембрийской фауны. Кроме того, первоначальное число срединных глаз — два, как это сохранилось у хелицеровых. Четыре, вероятно, следствие генной дубликации, встречаются, например, у базальных ракообразных, три — производное число, возникшее в результате слияния центральных срединных глаз и характерное для Mandibulata (насекомые, многоножки и ракообразные). Количество простых глазков, представленных у членистоногого, является важным инструментом для определения его положения на филогенетическом древе.

### Трилобиты
Долгое время считалось, что только трилобиты, важная группа членистоногих в палеозое, не обладают простыми глазками. И лишь в 2023 году срединные или простые глазки были впервые обнаружены у трилобитов видов Aulacopleura koninckii и Cyclopyge sibilla. Выяснилось, что оцеллярная система, гомолог срединных глаз и, возможно, их предшественников, является первичной зрительной системой, а сложные глаза развились позже. Простые глазки присутствуют у личиночных стадий трилобитов, но находятся под скрывающей их тонкой, полупрозрачной кутикулой, что объясняет, почему они до сих пор не были обнаружены.

### Пауки

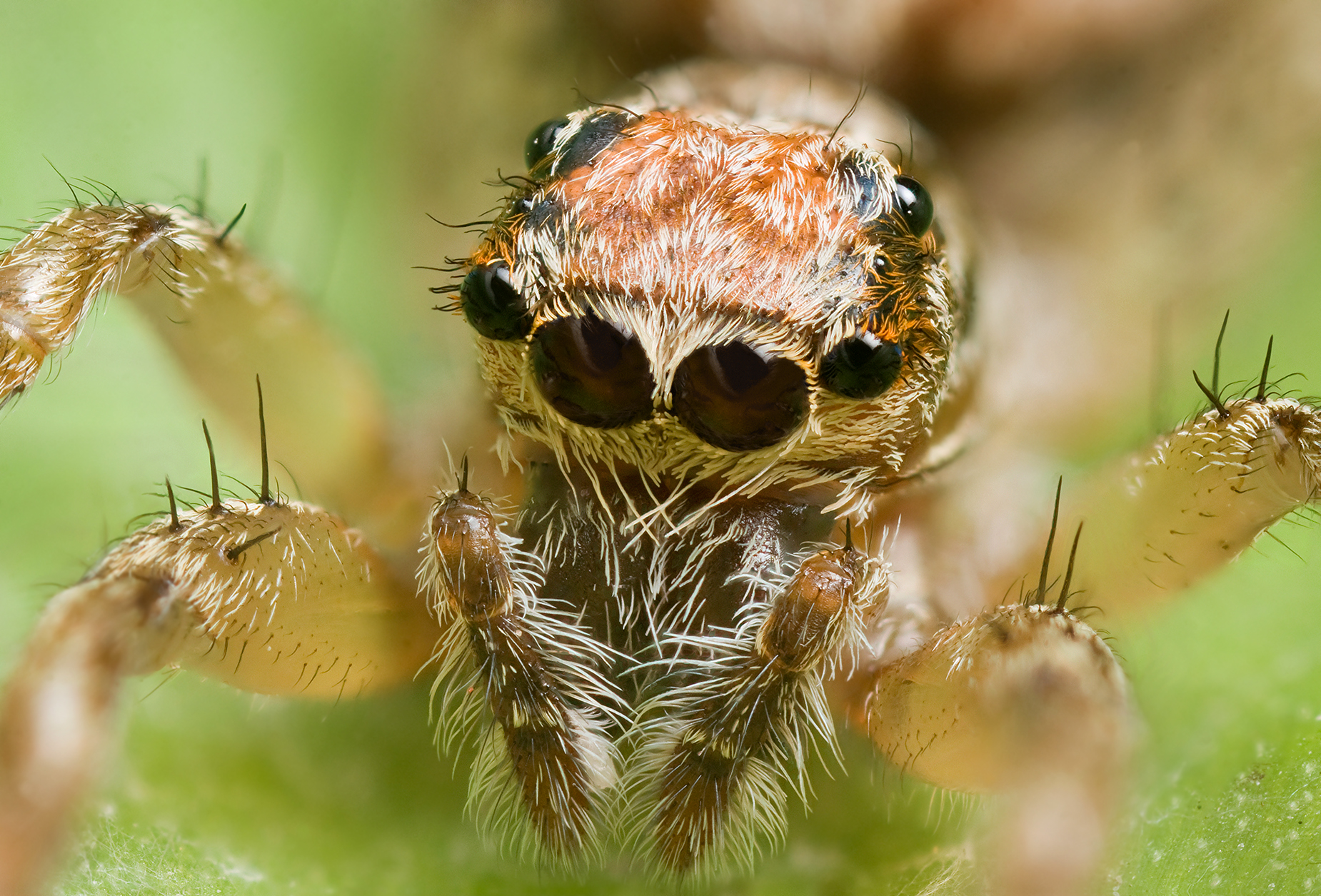
Пауки-скакунчики главные глазки (центральная пара) очень крупные. Внешняя пара — это «вторичные глаза», а другие пары вторичных глаз находятся по бокам и на вершине головы.

У пауков нет сложных глаз, вместо этого у них несколько пар простых глазков, каждая пара приспособлена для выполнения определенной задачи или задач. Главные и второстепенные глаза у пауков расположены четырьмя, а иногда и меньшим числом пар. Только главные глаза имеют подвижную сетчатку. Вторичные глаза имеют отражатель на задней части глаза. Светочувствительная часть рецепторных клеток находится рядом с ним, поэтому они получают прямой и отраженный свет. У охотящихся или прыгающих пауков, например, пара, направленная вперед, обладает наилучшим разрешением (и даже телескопическими компонентами), чтобы видеть (часто маленькую) добычу на большом расстоянии. Глаза пауков, охотящихся ночью, очень чувствительны при низком уровне освещенности благодаря большой диафрагме, f/0,58.

### Стемматы
Стемматы (Stemmata, в единственном числе stemma) — это класс простых глазков. Многие виды личинок насекомых с полным развитием не имеют другой формы глаз до тех пор, пока не вступят в последнюю стадию роста. Взрослые особи нескольких отрядов шестиногих также имеют стемматы, и у них вообще никогда не развиваются сложные глаза. В качестве примера можно привести блох, коллембол и щетинохвосток (Thysanura). Некоторые другие членистоногие (Arthropoda), например, некоторые многоножки (Myriapoda), редко имеют какие-либо глаза, кроме стеммат, на любой стадии своей жизни (исключение составляют крупные и хорошо развитые сложные глаза многоножек рода Scutigera).